# Canada (Nouvelle-France)
Cet article concerne le Canada de la Nouvelle-France correspondant à l'actuelle province de Québec. Ne pas confondre avec l'actuel Canada, État existant depuis 1867.
Pour les articles homonymes, voir Canada (homonymie) et Nouvelle-France (homonymie).
1534–1763
Entités précédentes :
- Confédération iroquoise
- Confédération Wabanaki
- Confédération Hurons-Wendat

Entités suivantes :
- Province de Québec

Le Canada était l'une des colonies du territoire français de la vice-royauté de Nouvelle-France. Le Canada est rapidement devenu, après la fondation de la ville de Québec en 1608 par Samuel de Champlain, la colonie la plus peuplée de la Nouvelle-France.
Le Canada était vaguement délimité de sorte que la frontière entre celui-ci, l'Acadie, la Louisiane, ainsi que la Terre de Rupert et les Treize Colonies américaines sous obédience britannique était floue. Une sorte d'appendice nommée Pays-d’en-Haut et située dans le sud de l'Ontario et le nord du Midwest des États-Unis contemporains, regroupée autour des Grands Lacs et comprenant le Fort Pontchartrain (la ville actuelle de Détroit), le nord du Michigan (Saint-Ignace, Sault-Sainte-Marie), et le nord du Wisconsin (Green Bay, La Baye), fut agrafé au Canada.
Le territoire du Canada engloberait aujourd'hui une partie des actuelles provinces canadiennes de Québec, de l'Ontario et du Manitoba, ainsi qu'une partie des États-Unis.

## Histoire

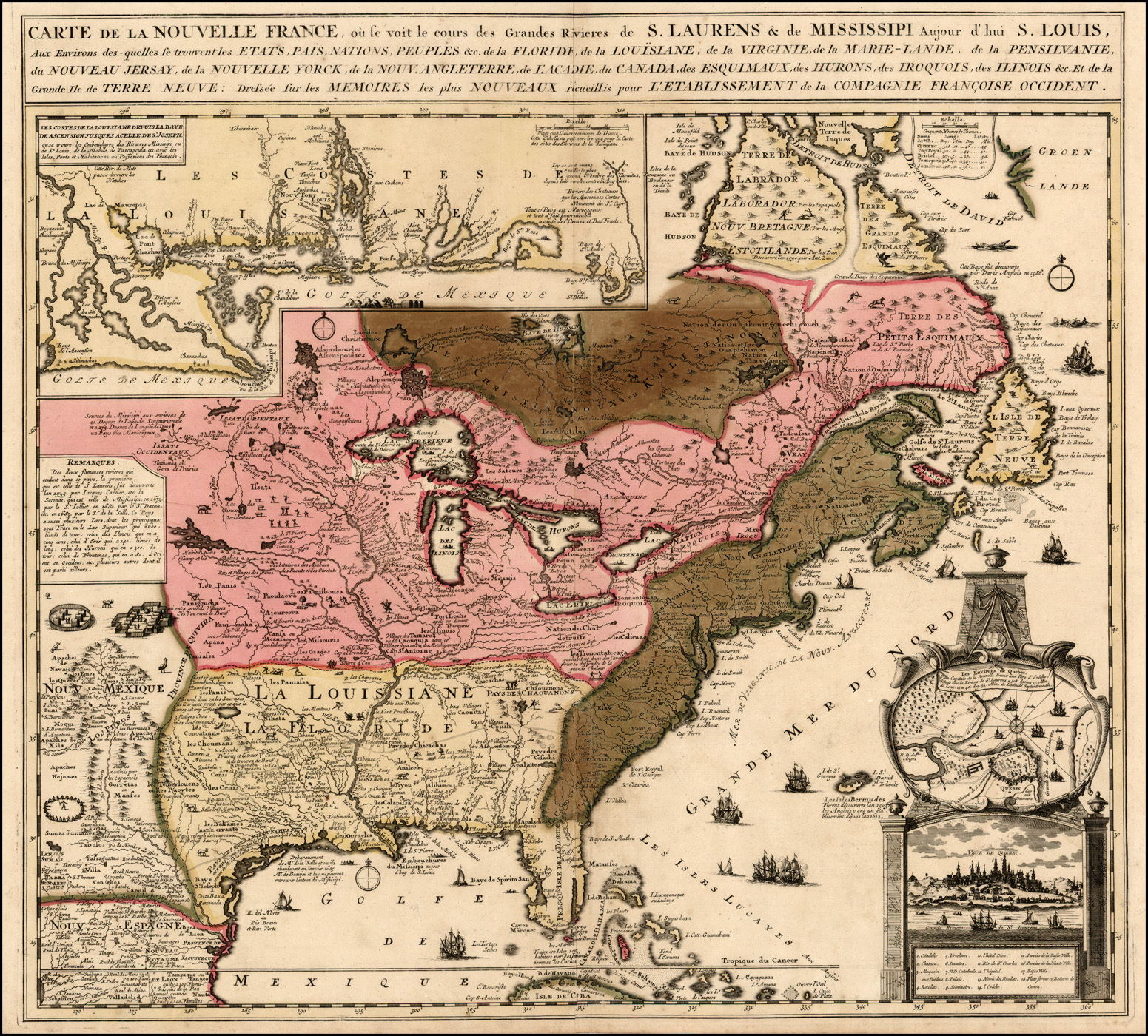
Carte des territoires colonisés ayant constitué la Nouvelle-France (le Canada y est indiqué en rose, s'étendant jusqu'à la frontière de la Louisiane). La carte de base est de Nicolas de Fer, et fut réalisée en 1719.

Le Canada est le nom donné par les Français au territoire de la vallée du Saint-Laurent, partie de la Nouvelle-France. Les premières tentatives d'implantation à demeure le long des berges du fleuve Saint-Laurent remontent à 1534 lors de la découverte du Québec par Jacques Cartier avec Charlesbourg-Royal. Mais les échecs font en sorte que ce territoire n'est durablement occupé par les Français qu'à partir de 1608 avec la fondation de la ville de Québec par Samuel de Champlain. Par la suite s'ajouteront les villes de Trois-Rivières (1634), Montréal (1642), et Détroit (1701). Les colons français qui peupleront le Canada proviendront principalement des anciennes provinces de France qu'étaient la Normandie, l'Île-de-France, le Poitou (environ 60 % des immigrants pour ces trois provinces) et la Bretagne (seulement 3 % des colons pour cette dernière province d'après l'étude de l'université de Laval au Québec , à l'identique des autres provinces françaises non citées).
Le 24 février 1663, sur décision de Louis XIV, la compagnie de la Nouvelle-France cède le Canada au roi qui crée par la même occasion le Conseil supérieur de Québec.
Après la guerre de Conquête de 1759-1760 qui avait permis aux britanniques d'occuper militairement l'Acadie et le Canada et dès après la signature du Traité de Paris de 1763 qui met fin à la guerre de Sept Ans, le Nord de la Nouvelle-France devient officiellement britannique (le Canada devient « The Province of Quebec »), la Louisiane est cédée principalement à l'Espagne.

## Pays-d’en-Haut
Le Pays d'En-Haut, qui correspond en gros au bassin des Grands Lacs, était une vaste région de la Nouvelle-France qui tombait sous l'administration directe du Gouverneur de la Nouvelle-France.

## Domaine du roy
Le Domaine du roy était la région qui s'étendait au nord du fleuve Saint-Laurent jusqu'à la ligne de partage des eaux de la baie d'Hudson. Le territoire avait une superficie de plus de 460 000 km2.

## Découpage administratif
L'intendant, la « main du Roi » et le Gouverneur, agissant en tant que représentant du roi de France dans la colonie, exerçaient leurs pouvoirs depuis Québec. Si, en théorie, ceux-ci détenaient une autorité sur la Louisiane et l'Acadie (puis l'Île Royale après 1713), il n'en fut rien selon la coutume. En effet, de par l'éloignement, Louis XIV avait formellement défendu aux deux haut-administrateurs en poste à Québec de s'ingérer dans la gérance des deux autres colonies françaises.
Trois gouvernements — de nature juridique et relevant de l'autorité de l'intendant et du gouverneur — contrôlaient leur périphérie. Ils siégeaient dans les trois grandes bourgades de l'époque et prenaient leur nom de celle-ci : gouvernement de Québec, gouvernement des Trois-Rivières et gouvernement de Montréal.
Les populations des villes principales, ainsi que la population rurale, étaient en 1754 comme suit : Québec 8 001, Trois-Rivières 808, Montréal 4 000, et les paroisses rurales 42 200.

## Une colonisation tardive
L'Espagne est présente en Amérique depuis 1492 et le premier voyage de Christophe Colomb, l'Angleterre en 1494 avec le voyage de Jean Cabot, et 
le Portugal en 1498 avec João Fernandes Lavrador. Les rois de France n'ont à cette époque de préoccupations que pour l'Italie et mobilisent la flotte pour les guerres italiennes. Le premier voyage transatlantique ne sera entrepris qu'en 1506 avec Jehan Denis qui accoste et cartographie Terre-Neuve. Mais c'est surtout avec Jacques Cartier en 1534 que le royaume de France s'implique réellement en Amérique.